# كودي أوغستس
كودي أوغستس (بالإنجليزية: Kodi Augustus)‏ مواليد 2 نوفمبر 1987 في باتون روج، هو لاعب كرة سلة محترف أمريكي بدأ مسيرته الاحترافية في سنة 2011. يبلغ طوله 6 قدم 8 بوصة (2.0 م). لعب كرة السلة الجامعية مع فريق جامعة ولاية ميسيسيبي.

## روابط خارجية
- كودي أوغستس على موقع الدوري الأوروبي لكرة السلة (الإنجليزية)
- كودي أوغستس على موقع كرة السلة الأوروبية.كوم (الإنجليزية)
- كودي أوغستس على موقع كلية كرة السلة في سبورتس رفرنس.كوم (الإنجليزية)
- كودي أوغستس على موقع ريلجم (الإنجليزية)
- كودي أوغستس على موقع بروبوليرز (الإنجليزية)
- كودي أوغستس على موقع سبورتس رفرنس (الإنجليزية)
- كودي أوغستس على موقع سبورتس رفرنس (الإنجليزية)